# Esmendes II
Esmendes II o Nesbanebdjed (ni-swbA-nb-Dd(t), "El del moltó, senyor de Mendes") va ser un Summe sacerdot d'Amon de Tebes durant la dinastia XXI d'Egipte. Va governar breument des del 992 fins al 990 aC.
| F20 · N35 | E10 | R11 | R11 | A52 |

| F20 · N35 | E10 | R11 | R11 | A52 |

El nom Esmendes és una hel·lenització del nom egipci Nesbanebdjed. El numero que apareix al seu nom serveix per a diferenciar-lo del fundador de la XXI dinastia, Esmendes I, i del posterior i homònim Summe sacerdot d'Amon Esmendes III.
Esmendes era un dels fills del Summe sacerdot Menkheperre i de la princesa Isetemkheb, filla de Psusennes I. Es va casar amb la seva germana Henuttaui, amb qui va tenir una filla també anomenada Isetemkheb, i amb Takhentdjehuti, amb qui va tenir Neskhons, que seria l'esposa del seu germà i successor Pinedjem II.
El seu pontificat va ser breu i va deixar pocs rastres, fins i tot l'historiador egipci Manetó no el fa sortir als seus annals. Esmendes II apareix esmentat en una inscripció a Karnak, en embenats de mòmia i en uns braçalets trobats a la mòmia de Psusennes I. Dos objectes addicionals porten el nom d'un Summe sacerdot d'Amon Esmendes però no és possible determinar si es refereixen a Esmendes. II o al posterior Esmendes III. Aquests objectes addicionals són una paleta d'escriva, avui al Museu Metropolità de Nova Yorl (47.123a–g), i una estatueta de bronze de genolls exposada al Museu Reial de Mariemont, a Bèlgica (ref. B242).
El va succeir en el càrrec de Summe sacerdot el seu germà Pinedjem II.